# Католицизм в Гане
 Католицизм в Гане  или Римско-Католическая Церковь в Гане является частью вселенской Католической церкви. Численность католиков в Гане составляет около 2.300.000 человек (12 % от общего числа населения).

## История
Первые католические миссионеры стали прибывать на территорию нынешней Ганы в XV веке вместе с португальскими колонизаторами, которые основывали на побережье Западной Африки поселения, бывшие перевалочными базами для работорговли. В 1514 году Римский папа Лев X подчинил Золотой Берег португальской епархии Фуншала. В 1572 году в Гане были основаны августинцами первые постоянные католические миссии. В последующие века сюда прибывали члены монашеских орденов капуцинов и доминиканцев. В XVII веке территория сегодняшней Ганы была голландской колонией, поэтому деятельность Католической церкви здесь была запрещена.
В 1879 году здесь была учреждена первая католическая церковная структура апостольская префектура Золотого Берега, вверенная управлению Обществу африканских миссий. В 1901 году апостольская префектура Золотого Берега была возведена в более высокий ранг апостольского викариата. В 1950 году в стране возникла первая архиепархия Кейп-Коста, объединявшая территорию всей Ганы. После обретения независимости в 1957 году в стране стали образовываться другие церковные структуры. В 1960 году в Гане была образована Конференция католических епископов Ганы.
Первым кардиналом из Ганы стал Питер Тарксон.
В мае 1980 года Гану посетил Римский папа Иоанн Павел II.
Католическая церковь активно участвует в общественной и политической жизни страны, сосредотачивая свои усилия в сферах образования, здравоохранения и благотворительности. В 1991 году Конференция католических епископов Ганы выпустила церковный документ «Католическая Церковь и поиски Ганой новой демократической системы», обращенный к политическим движениям ганского общества. В этом обращении Католическая церковь подчёркивает важность для общества прав человека и демократии. Конституция Ганы 1992 года отразила большинство положений этого документа.

## Структура Католической церкви
В Гане действуют 4 архиепархии, 15 епархий, один Апостольский викариат и 298 приходов:
- Архиепархия Аккры, в которую входят епархии Кета-Акатси, Кофоридуа, Хо, Ясикана;
- Архиепархия Кейп-Коста, в которую входят епархии Секонди-Такоради, Виавсо;
- Архиепархия Кумаси, в которую входят епархии Гоасо, Кононго-Кампонг, Обуаси, Суниани, Течиман;
- Архиепархия Тамале, в которую входят епархии Дамонго, Навронго-Болгатанга, Ва, Йенди;
- Апостольский викариат Донкоркрома.

## Источник
- Католическая Энциклопедия, т. 1, изд. Францисканцев, М., 2002, стр. 1193—1194, ISBN 5-89208-037-4